# Barrage de Mambilla
Le barrage de Mambilla est un projet hydroélectrique de 3 050 MW en cours de développement au Nigéria. Une fois achevé, il s'agira de la plus grande installation de production d’électricité du pays et l’une des plus grandes centrales hydroélectriques d’Afrique .

## Emplacement
La centrale électrique est située dans le village de Kakara, dans l'État de Taraba, au Nigéria. Elle est à proximité de la ville de Gembu, près de la frontière Camerounaise. Les installations se trouvent de l'autre côté de la rivière Donga et se compose de quatre barrages et de deux centrales électriques souterraines.

## Aperçu

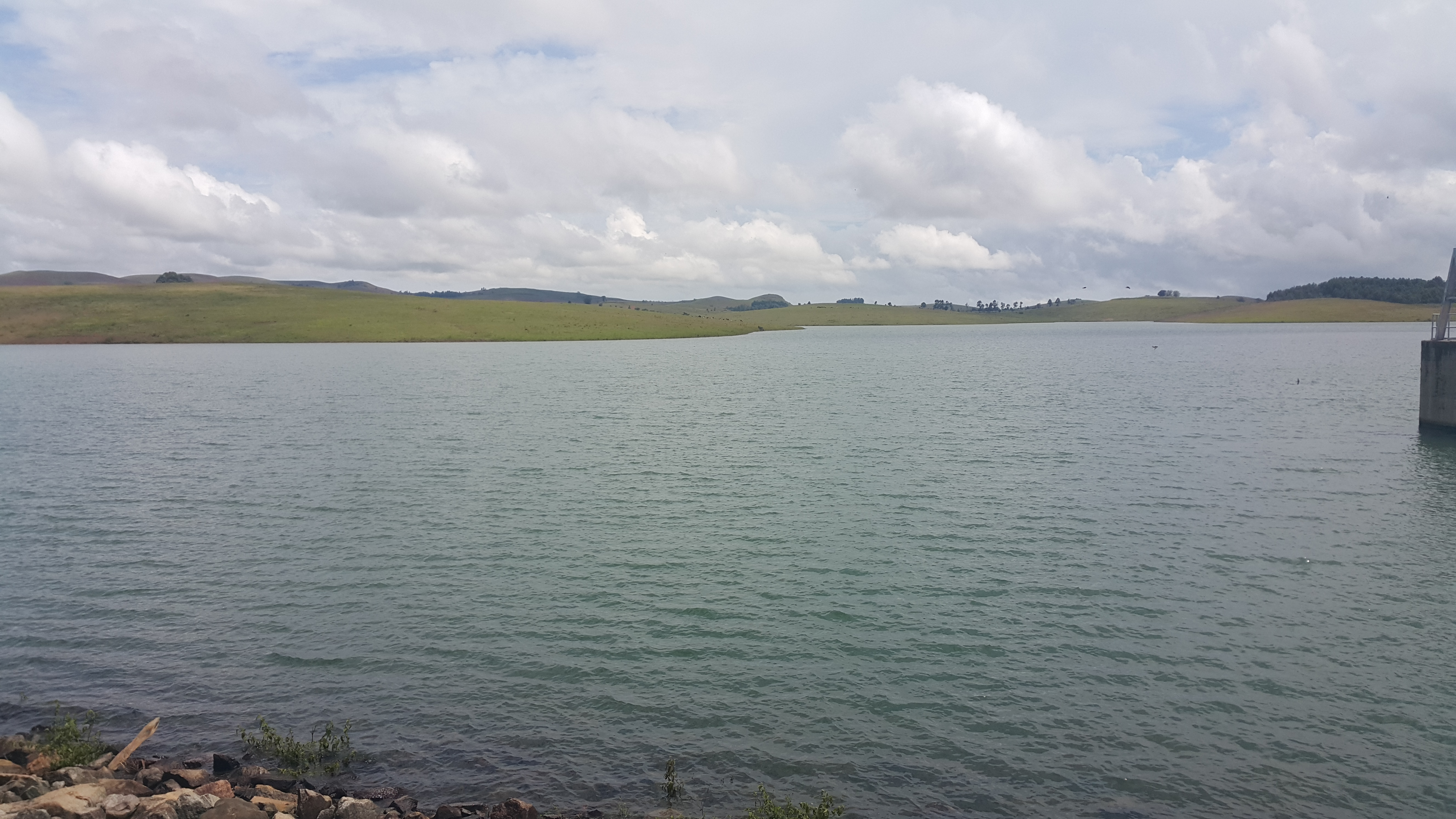
Plateau de Mambilla

Construit en 1982, le barrage principal de Mambilla est un grand barrage et réservoir en béton compacté au rouleau situé 1 300 mètres au-dessus du niveau de la mer. Ce barrage permet de détourner l'eau du réservoir vers le côté ouest du plateau à travers quatre tunnels hydrauliques totalisant 33 kilomètres, intercepté par quatre barrages plus petits : Nya, Sum Sum, Nghu et Api Weir.
Au-delà de ces barrages, les tunnels mènent à un puits de chute de 1 000 mètres creusé dans la roche jusqu'à une centrale électrique souterraine d'une capacité de production de 3 050 mégawatts. Passant par un court tunnel, l'eau sort ensuite de la base du plateau et s'écoule dans un affluent qui rejoint la rivière Donga en aval du plateau.

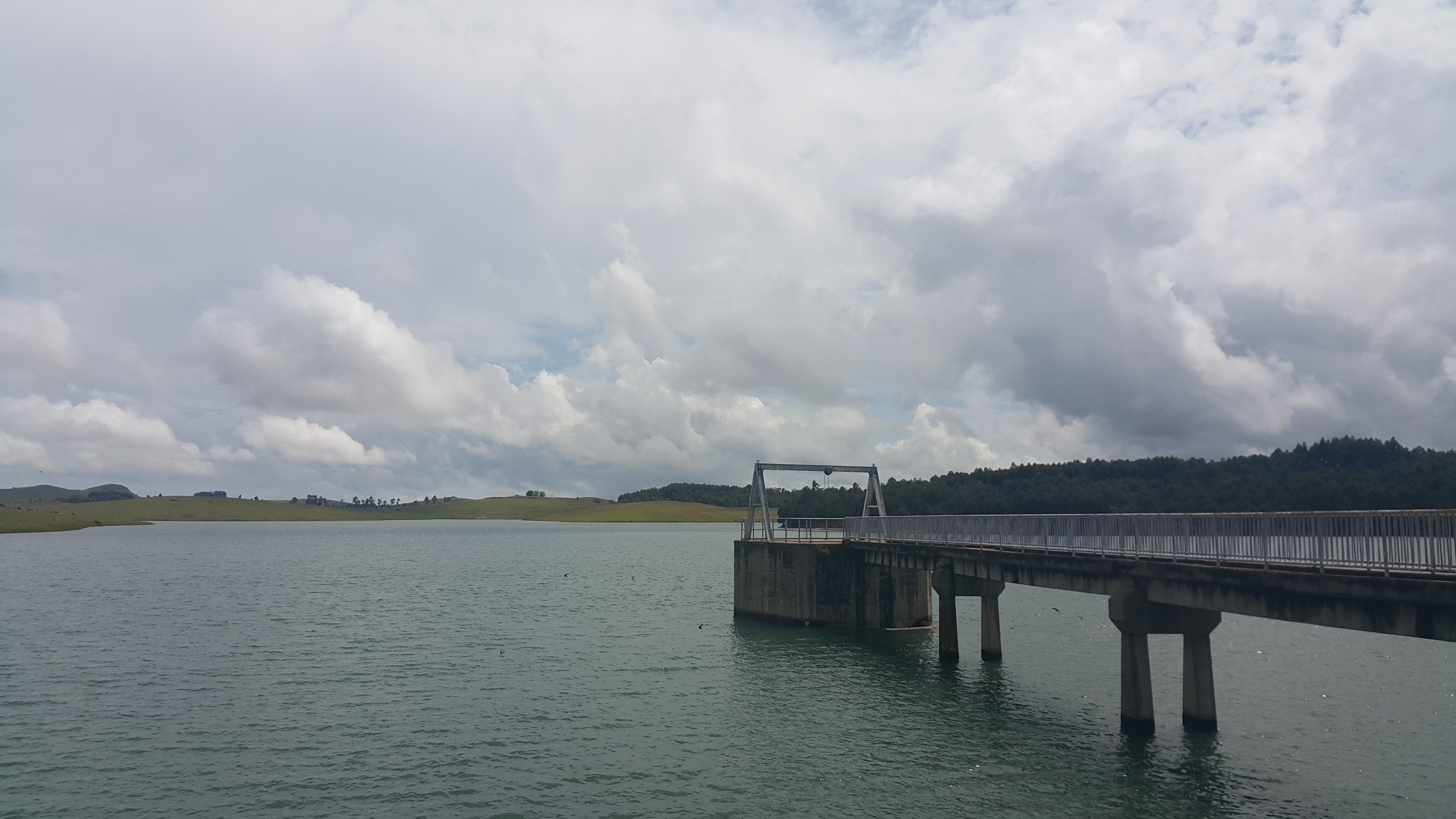
Plateau de Mambilla

## Développement
Le 30 août 2017, le Conseil exécutif fédéral (FEC) a approuvé l'attribution du contrat de travaux à un consortium composé de Gezhouba Group, Sinohydro et CGCOC Group.
Le projet de centrale hydroélectrique de Mambilla est planifié depuis plus de 40 ans. Il est prévu de le relier à quatre barrages sur la rivière Donga. La première étude préliminaire de faisabilité de la centrale hydroélectrique aurait été réalisée par Moto Columbus en 1972, mais les tentatives de construction de la centrale ont échoué jusqu'à présent .

## Financement
Le coût total du projet est estimé à 5,8 milliards de dollars américains. La Banque Exim de Chine a accepté de prêter 85 % du montant total pour la construction, soit 4,93 milliards de dollars. Les fonds seront versés directement au consortium de construction, par tranches, au fur et à mesure de l’avancement des travaux. Le gouvernement fédéral du Nigéria s’est engagé à contribuer à hauteur de 15 % des coûts de construction, soit 870 millions de dollars américains.

## Construction
En novembre 2017, diverses tentatives ont été faites pour démarrer la construction du barrage. Cependant, en raison de plusieurs contraintes, notamment des glissements de terrain, et un procès devant la Cour internationale d'arbitrage, le projet a de nouveau été bloqué. En février 2020, à la suite de la résolution du procès, les travaux ont pu reprendre.
La construction du barrage devrait durer au moins sept ans, en raison de la complexité technique du projet. Une date d’achèvement plus réaliste est 2030 .

## Autres considérations
La construction de cette centrale devrait générer 50 000 emplois temporaires et permanents. L'électricité produite sera vendue à la Transmission Company of Nigeria, qui la transmettra : elle sera intégrée au réseau électrique nigérian et une ligne de transmission haute tension de 330 kV sera connectée à Jalingo et deux à Makurdi. L'ensemble du nouveau système de transmission à haute tension prévu mesure plus de 700 kilomètres.